# Plants vs Zombies Garden Warfare
Plants vs. Zombies: Garden Warfare — багатокористувацький шутер від третьої особи та відеогра Tower Defense 2014 року, розроблена PopCap Games і видана Electronic Arts. Третя гра у франшизі Plants vs. Zombies, основна передумова якої обертається навколо рослин, які захищають людство від вторгнення зомбі. У грі гравці беруть на себе контроль над Рослинами (під керівництвом Божевільного Дейва) або Зомбі (під керівництвом Доктора Зомбосса), борючись у різних кооперативних і змагальних режимах для кількох гравців. Завершивши матчі та досягнувши цілей, гравці заробляють монети, щоб отримати наклейки, які відкривають елементи налаштування та варіанти персонажів.
PopCap Games почали розробку Garden Warfare на початку 2012 року. Вони вирішили відмовитися від коріння серії Tower Defense та використати гру, щоб представити франшизу ширшій аудиторії. Команда була надихнута іншими командними шутерами з яскравими візуальними ефектами, такими як Team Fortress 2. Вони зіткнулися з різними проблемами під час розробки восьми класів гри. Гра працює на движку Frostbite 3, і команда тісно співпрацювала з розробником Frostbite EA DICE під час впровадження його технології.
Гра була представлена на виставці E3 2013 і випущена в лютому 2014 року як бюджетна назва для Xbox 360 і Xbox One, а пізніше того ж року вийшли версії для Windows, PlayStation 3 і PlayStation 4. Гру загалом позитивно сприйняли критики, похваливши її грайливий тон, мистецтво, бойові дії та дизайн персонажів. Розвиток гри, відсутність оригінальності та брак контенту піддавалися критиці. Після випуску гра підтримувалася декількома частинами безкоштовного завантажуваного вмісту. До листопада 2015 року в гру грали понад вісім мільйонів гравців. Продовження Plants vs Zombies Garden Warfare 2 вийшло в лютому 2016 року.

## Ігровий процес
Garden Warfare — це командний шутер від третьої особи, де гравці беруть під контроль рослини чи зомбі в кооперативному або змагальному середовищі для кількох гравців. У грі вісім класів, по чотири для кожної фракції. Горохостріл і піхотинець виступають як загальні персонажі; Соняшник, Вчений та Інженер виступають допоміжними персонажами; Chomper і All-Star — персонажі, які беруть участь у ближньому бою, а Cacti — снайпери. Окрім звичайної стрільби від третьої особи, кожен клас має три спеціальні здібності. Наприклад, Peashooters можуть розгорнути бомбу з бобами чилі, щоб атакувати зону ефекту, тоді як Chomper може закопатися під землею та влаштувати засідку на зомбі знизу. Як додатковий комплімент до бою, більшість карт розкидані «Квіткові горщики» та «Кісткові купи»; з них рослини можуть розміщувати стаціонарні захисні рослини, тоді як зомбі можуть породжувати меншу нежить, яка бродить картою самостійно. Це додає елемент «гравець проти оточення» до більшості ігрових режимів, які інакше є «гравець проти гравця». Ці одиниці керуються штучним інтелектом (AI) і споживаються під час використання.  Гравці заробляють монети, форму грошової одиниці в грі, виконуючи цілі, оживляючи товаришів по команді або вбиваючи ворогів.
Щоб прогресувати в грі, гравці повинні виконувати унікальні завдання для кожного класу. Після виконання ці завдання підвищують рівень персонажа гравця, надаючи доступ до покращень, нових варіантів персонажів або косметичних предметів. Внутрішньоігрові предмети, як-от одяг персонажів та аксесуари, покращення зброї та одиниці, які можна створити, можна отримати з пакетів наклейок. Ці набори купуються за монети у внутрішньоігровому магазині, який містить випадкові предмети. Доступно кілька пакетів, наприклад, дешеві, які містять лише одиниці штучного інтелекту, або дорожчі, які містять предмети більшої рідкості. Що стосується розблокування варіантів персонажів, коли гравець збирає п’ять наклейок, щоб скласти завершене зображення відповідного варіанту, він розблокується для використання. В оновленні після запуску PopCap представив мікротранзакції, які дозволяють гравцям розблоковувати пакети наклейок за допомогою реальної валюти. Варіанти мають іншу зброю, статистику або елементи стихії порівняно з базовою версією. Наприклад, Commando Pea, варіант Peashooter, використовує повністю автоматичну зброю, але не може завдати шкоди від бризок, тоді як Cricket Star може завдати додаткової шкоди вогнем ворогам. Усі розблоковані предмети можна переглянути в книзі наклейок.

### Режими гри
У грі є кооперативний режим і кілька змагальних режимів для кількох гравців. Garden Ops має до чотирьох гравців, які беруть під контроль рослини, які захищають сад через десять хвиль зомбі, причому деякі хвилі є хвилями босів, у яких ігровий автомат створює різних персонажів босів або нагороджує гравців монетами. Після останньої хвилі рослини повинні бігти до точки екстракції та виживати, поки їх не евакуюють. У режимі боса гравець може взяти на себе роль Доктора Зомбоса або Божевільного Дейва (для зомбі та рослин відповідно), які кружляють високо над полем бою в літаючому пристрої та надсилають підтримку гравцям на землі, активуючи радарне сканування, зцілення, воскрешення загиблих товаришів по команді та нанесення повітряних ударів. Цей режим доступний для користувачів Xbox SmartGlass і Kinect. Гравці PlayStation 4 і Xbox One також мають доступ до кооперативного режиму з розділеним екраном  , у якому двоє гравців борються проти нескінченних хвиль зомбі.
До 24 гравців можуть змагатися один з одним у різних багатокористувацьких режимах. Team Vanquish — це варіант командного смертельного бою, який закінчується, коли одна з двох команд вибиває 50 суперників. У Gardens and Graveyards гравці або захоплюють (як зомбі), або захищають (як рослини) різні цілі на розширеній карті. Остання мета на карті є унікальною для кожної карти. Suburbination (випущений як частина безкоштовного DLC Suburbination Pack) — це класичний ігровий режим захоплення зони вперед і назад, у якому команди повинні змагатися за контроль над трьома різними зонами, причому кожна утримувана зона надає команді очки залежно від того, як довго утримується зона. Захист усіх трьох зон одночасно активує «Підгород», де виробництво очок значно збільшується, а гравці в команді з активним передмістям отримують додаткові монетні бонуси. Виграє та команда, яка першою набере 100 очок передмістя. Існує також Gnome Bomb (випущений як частина Garden Variety Pack free DLC), у якому обидві фракції намагаються віднести відроджену мету, Gnome Bomb, на базу опозиційного табору, а потім підірвати її, і Taco Bandits, (випущений як частина безкоштовного DLC Legends of the Lawn), де зомбі намагаються вкрасти три тако з кіоску тако Божевільного Дейва та доставити їх до трактора доктора Зомбосса, а рослини намагаються захистити тако будь-якою ціною. Ігровий режим Welcome Mat зіштовхує новачків один з одним, служачи режимом для вивчення елементів керування та систем гри. Кожна наступна смерть у Welcome Mat після трьох смертей поспіль призведе до появи у гравця збільшеного здоров’я

## Розвиток
Garden Warfare бере свій початок у внутрішній ігровій концепції, розробленій командою видавця Electronic Arts. Вважаючи, що концепція добре працюватиме в грі Plants vs. Zombies, команда створила прототип. Після завершення прототипу PopCap Games з Ванкувера, Канада, включила команду до своєї власної структури та розпочала розробку на початку 2012 року  Команда розробників сподівалася використати Garden Warfare, щоб представити франшизу ширшій аудиторії. Вони уникали створення 2D гри Tower Defense і обрали інший жанр. Початкова передумова гри полягала в тому, щоб рослини та зомбі билися між собою. Команда придумала різні ігрові можливості, наприклад створення відкритого світу або однокористувацьку екшн-гру. Зрештою команда вирішила зробити гру, орієнтовану на багатокористувацьку гру, оскільки випадковість багатокористувацької гри — гра з друзями чи незнайомими людьми — зробила гру дуже цікавою. Команда набрала співробітників, які працювали над іншими шутерами та екшенами, а також тих, хто багато працював із двигуном Frostbite. Вони також тісно співпрацювали з EA DICE, коли ті повторювали технологію гри.
Цільовою аудиторією гри були гравці, яким подобалися бойовики, і шанувальники Plants vs. Zombies. Тон гри не був таким серйозним і похмурим, як інші шутери, такі як Call of Duty і Battlefield. Це дозволяло гравцям просто «сісти, насолоджуватися грою та голосно сміятися» через її безтурботність. Команда переконалася, що командна робота, збалансована гра персонажів і навички є важливими стовпами ігрового процесу гри, подібно до традиційних бойовиків. Щоб привнести в гру тактичну глибину, зберігаючи при цьому відчуття грайливості, команда черпала натхнення з інших командних шутерів із яскравими візуальними ефектами, як-от Team Fortress 2. Щоб зробити гру більш тактичною, команда дозволила гравцям створювати нерухомі рослини та зомбі, які допомагають у бою. Іншим способом додати тактичній глибині стало введення варіантів персонажів. Кожна з них має унікальну статистику, яка трохи змінює ігровий процес.
Вибираючи ігрові рослини зі списку персонажів із франшиз Plants vs. Zombies, команда віддала перевагу персонажам, які базуються на снарядах, серед яких Горохостріл і Кактус. Персонажі були «крутими» та «з гумором», тому гравці хотіли б їх розблокувати. Інші персонажі, які з’являлися в попередніх іграх Plants vs. Zombies, повернулися як рослини в горщиках або зомбі, керовані штучним інтелектом. Що стосується ігрового аспекту, рослини були захисними персонажами, тоді як зомбі мали більш атакуючі навички та здібності. Команда зіткнулася з більшими проблемами, створюючи зомбі, ніж рослини, оскільки всі рослини легко вписуються в різні архетипи ігрового процесу, тоді як зомбі в оригінальній грі більш одновимірні. Команді довелося створити різноманітний склад персонажів, щоб відповідати різним класам ігрового процесу. Команда також зіткнулася з проблемами під час створення звуків рослин; вони були «абстрактними» для створення в порівнянні з їхніми діями на екрані.

## Звільнення
Electronic Arts офіційно показала гру на Electronic Entertainment Expo 2013. Гру спочатку створювали для Windows і Xbox 360, але вона стала ексклюзивом для Xbox One у партнерстві з Microsoft Studios. PopCap назвав перехід від Xbox 360 до Xbox One «природною міграцією», оскільки команда розробників була не готова запускати гру на кількох платформах через невеликий розмір команди. Спочатку гру планували випустити як бюджетну гру в середині лютого 2014 року, але гру було відкладено на один тиждень до 25 лютого в США та 27 лютого в Європі. Версія для Windows була випущена в червні 2014 року через платформу дистрибуції EA Origin. Також було продано видання Digital Deluxe, яке включало бонусні внутрішньоігрові предмети. Гра була випущена для PlayStation 3 і PlayStation 4 у серпні 2014 року У цих версіях можна віддалено грати за допомогою PlayStation Vita, а також костюми на основі персонажів Sony, зокрема Ретчет, Кланк, Слай Купер і Товста принцеса. У жовтні 2014 року гра стала частиною EA Access, сервісу підписки EA на Xbox One.
Хоча PopCap виявив, що мікротранзакції будуть недоступні після запуску гри; ця функція була додана в гру в квітні 2014 року. Витрачаючи реальні гроші, гравці отримують більше монет, внутрішньоігрової валюти. Компанія також підтримала гру після запуску назви, випустивши кілька частин безкоштовного завантажуваного вмісту, включно з таким:
- Набір Garden Variety Pack: у набір Garden Variety додано Gnome Bomb, додано нову карту, нові покращення персонажа та параметри налаштування. Він був випущений у всьому світі 8 березня 2014 року[51]
  - Набір Zomboss Down: набір Zomboss Down містив представлення карти Cactus Canyon для Gardens and Graveyards, нових варіантів персонажів, підвищеного обмеження рівня для кожного класу та нових параметрів налаштування.[52] Він був випущений 16 квітня 2014 року[53]
- Tactical Taco Party Pack: Tactical Taco Party Pack містив представлення карти Jewel Junction, новий режим гри Vanquish Confirmed, новий список відтворення 8 на 8 для змішаного режиму. Він також включав два ігрових варіанти персонажів, а саме Ягідного Стрільця та Цитрусового Кактуса, обидва були спонсоровані Aquafina FlavorSplash. Збірка була випущена 1 липня 2014 року.[54]
- Набір Suburbination : Пакет Suburbination включає представлення карти Crash Course, новий ігровий режим Suburbination, нових персонажів-босів і виклики для Garden Ops, пакети індивідуальних налаштувань для всіх персонажів і нового персонажа «Плазмовий горох», розроблений переможцем громадського конкурсу. Він був випущений 12 серпня 2014 року[55]
- Cheetos Pack: Cheetos Pack, доступний із спеціально позначеними пакетами Cheetos у магазинах US Target,[56] представляв два нових варіанти персонажів, «Честер Чомпер» і «Доктор. Chester', заснований на талісмані Cheetos, Chester Cheetah.[57] Цей вміст незабаром став доступним для використання у вигляді 2 безкоштовних пакетів наклейок, по 1 для кожного варіанту.
- Legends of the Lawn Pack: у Legends of the Lawn Pack представлено сім нових варіантів персонажів, у тому числі Центуріон і Нефритовий кактус, нові набори персоналізації та витратні матеріали AI, нові хвилі Garden Ops і режим гри Taco Bandits; також містить пакет Suburbination Pack для консолей PlayStation. Він був випущений 30 вересня 2014 року[58]

## Рецепція
Garden Warfare отримав загалом позитивний прийом. Критики вважали гру вишуканим шутером із шармом і гумором, а її грайливий тон був однією з її найбільших переваг. Деякі критики вважали, що зі зміною жанру «Plants vs. Zombies» успішно звернули увагу на нову та ширшу аудиторію і визнали PopCap за створення помірно успішного шутера з першої спроби. Рецензенти похвалили PopCap за те, що він не конкретизував дурну передумову франшизи про рослини, які захищають зомбі. Багато рецензентів критикували невелику кількість багатокористувацьких карт і режимів, а Керолін Петі з GameSpot сказала, що вміст був слабким навіть для бюджетної гри.  Геймплей похвалили за функціональність, механічну міцність і точність , а Гіс відзначив спільну спадщину з серією Battlefield від DICE.
Критики розділилися щодо режимів гри. Критики відзначили, що вони були відшліфовані та функціональні, але загалом їм бракувало інновацій та креативності. Кооперативний багатокористувацький режим Garden Ops був описаний Холландером Купером з GamesRadar як клон режиму орди Gears of War' Купера, хоча він вважав, що концепція добре втілена у франшизі.  Петіт погодився, написавши, що вона відчуває, що це нагадує кореневу частину серіалу Tower Defense.  Однак вона зазначила, що цей режим був менш захоплюючим порівняно з змагальними багатокористувацькими режимами, оскільки гравці борються лише з ворогами, керованими ШІ. Джон Дентон з Eurogamer вважав Garden Ops введенням у системи гри та вважав, що режим не є суттєвим.  Два змагальні багатокористувацькі режими також отримали неоднозначну думку критиків. Браян Альберт з IGN назвав режими «стандартними», а Джефф Марчіафава з Game Informer вважає, що більшість режимів не надихають і не мають оригінальності.  Однак критики оцінили режим Gardens & Graveyard за його завершальні етапи. Альберт відчув, що цілі штурму останнього етапу додали труднощів.  Дентон схвалив його за інноваційність і вимоги до командної роботи та координації гравців , тоді як Купер виділив його величезний масштаб як одну з його сильних сторін. Майк Венер' Joystiq був розчарований режимом боса, який не покращив досвід гри через свій мінімальний вплив.
Купер похвалив здатність гравця висаджувати рослини в горщиках і асиметрію ігрових класів, хоча він і Венер відзначили, що були деякі проблеми з балансом, оскільки деякі класи були занадто слабкими та слабкими.  Альберт не погодився, додавши, що жоден із класів не мав особливих ігрових переваг.  Пакети наклейок були похвалені за те, що вони внесли непередбачуваність у механізми оновлення гри  а деякі критики вважали, що отримання різних параметрів налаштування могло б ефективно утримати гравців.  хоча деяким критикам не подобалася його випадковість, кажучи, що це розчаровує, оскільки оновлення не є специфічними для класу, а це означає, що потрібне шліфування, щоб отримати бажані оновлення.   Марчіафава вважав, що випадковість пакетів наклейок фундаментально зашкодила грі. Марчіафава також критикував виклики, оскільки він вважав, що їх було важко виконати, що робило прогрес дуже повільним. Дизайн персонажа отримав високу оцінку. Альберт вважав, що вони створюють «приємну дурість»,  а Венер писав, що персонажі можуть «викликати сміх». 

### Продажі
Згідно з даними Chart-Track, Garden Warfare стала четвертою грою в роздрібній торгівлі у Великій Британії за тиждень після випуску, поступаючись лише Thief, The Lego Movie Videogame і FIFA 14. Команда знову забезпечила собі четверту позицію, коли гру було запущено для систем PlayStation. Випуск гри на платформах PlayStation також зробив її восьмою найбільш продаваною грою в роздрібній торгівлі в серпні 2014 року за даними NPD Group. Станом на листопад 2015 року вісім мільйонів гравців грали в гру з моменту її випуску.

## Продовження
Продовження Plants vs. Zombies: Garden Warfare 2 було представлено на прес-конференції Microsoft E3 і випущено 23 лютого 2016 року для PlayStation 4, Windows і Xbox One. Серія коміксів, написана Полом Тобіном і намальована Джейкобом Шабо, була випущена компанією Dark Horse Comics 28 жовтня 2015 року; це відбувається між Garden Warfare і Garden Warfare 2. Третя гра, Plants vs. Zombies: Battle for Neighborville, була випущена в жовтні 2019 року для PlayStation 4, Windows і Xbox One, а в березні 2021 року для Nintendo Switch. 